# Gran Premio del Belgio 2011
Il Gran Premio del Belgio 2011 è stata la dodicesima prova del Campionato mondiale di Formula 1 2011. La gara si è svolta domenica 28 agosto 2011 sul Circuito di Spa-Francorchamps, ed è stata vinta dal tedesco Sebastian Vettel su Red Bull Racing-Renault, al suo diciassettesimo successo in carriera. Vettel ha preceduto sul traguardo il suo compagno di squadra, l'australiano Mark Webber ed il britannico Jenson Button su McLaren-Mercedes.
Il Gran Premio è stato inoltre caratterizzato dall'elevato numero di sorpassi (circa 60) e da continui cambiamenti nelle posizioni di vertice.

## Vigilia

### Aspetti tecnici
La Pirelli, fornitrice unica degli pneumatici, annunciò per questo gran premio l'uso delle mescole soft e medium.
Per quanto concerne la sicurezza, la FIA vietò l'utilizzo del DRS in prova e in qualifica nella zona dell'Eau Rouge, anche a seguito delle preoccupazioni dei piloti. La zona per l'utilizzo del DRS in gara venne posta sul successivo rettilineo del Kemmel. Dal canto loro, gli organizzatori decisero di attuare alcune modifiche del tracciato: le più importanti riguardarono l'allargamento delle curve Rivage e della Malmédy. Vennero anche asfaltate le vie di fuga delle due curve.
Per ciò che concerne le squadre Red Bull e Ferrari portarono il maggior numero di novità. Il team austriaco si concentrò soprattutto sull'aerodinamica, portando un nuovo alettone posteriore e un diverso avantreno, utilizzato, però, solo per pochi giri durante le prove. Furono modificate pure le prese d'aria dei freni ed il diffusore. La scuderia di Maranello portò, invece, uno sviluppo dell'alettone posteriore visto nel precedente Gran Premio e introdusse una nuova soluzione nel soffiaggio dei gas.
Minori furono, invece, le novità tecniche introdotte dagli altri team.

### Aspetti sportivi
Nigel Mansell fu nominato commissario aggiunto dalla FIA. L'ex campione del mondo di F1 aveva già svolto questa funzione nei Gran Premi di Gran Bretagna 2010 e 2011. Venne affiancato da Lars Osterlind, Garry Connelly e dal Presidente del Royale Automobile Club de Belgique, Yves Bacqueline.
Il pilota brasiliano Bruno Senna, che esordì nel 2010 con l'HRT, e già collaudatore per la Renault, in questo gran premio sostituì Nick Heidfeld alla guida della monoposto. Il team francese, insoddisfatto delle ultime prestazioni del pilota tedesco, annunciò che Senna avrebbe guidato anche nel successivo Gran Premio di Monza e Heidfeld decise di avviare una causa legale contro la decisione del suo team.
Michael Schumacher festeggiò i vent'anni dall'esordio in Formula 1, avvenuto il 25 agosto 1991, nell'edizione di quell'anno del Gran Premio del Belgio, al volante di una Jordan-Ford Cosworth. Per l'occasione il pilota tedesco sfoggiò un casco commemorativo placcato in oro, dal valore di 10000 €.
Karun Chandhok prese il posto di Heikki Kovalainen alla Lotus-Renault nelle prime prove del venerdì mattina, mentre Nico Hülkenberg sostituì Adrian Sutil alla Force India-Mercedes nella seconda sessione.
Durante questo week-end, poi, la Red Bull rinnovò a Mark Webber il contratto per la stagione successiva.
Vari furono, inoltre, i personaggi famosi recatisi ad assistere all'evento sportivo, tra cui gli ex piloti John Surtees, Jos Verstappen, Philippe Streiff e Olivier Panis.

## Prove

### Resoconto
Nella prima sessione di prove libere segnarono il miglior tempo le due Mercedes GP di Michael Schumacher e Nico Rosberg, i quali riuscirono a sfruttare la pista asciutta nei primi minuti. Con la pioggia, arrivata in seguito, i tempi si alzarono notevolmente e l'asfalto viscido portò vari piloti a commettere errori, tra cui Bruno Senna, che con un testacoda rovinò la parte posteriore della sua Renault, e di Paul Di Resta, protagonista di un'uscita di pista senza conseguenze, ma causò la sospensione delle prove con l'esposizione della bandiera rossa. Con il passare del tempo la pista si è asciugò e così negli ultimi secondi disponibili Jenson Button riuscì a portare la sua McLaren al terzo posto.
Anche nella seconda sessione le condizioni meteorologiche furono mutevoli, con la pista che man mano diventava asciutta. Dopo il miglior tempo fatto segnare da Webber con le gomme intermedie, fu Fernando Alonso a porsi in testa con l'uso delle gomme slick. Successivamente anche Mercedes GP e RBR si portarono nelle prime posizioni, sfruttando la parentesi di tempo non piovoso. In questa fase, Mark Webber riuscì a segnare il tempo migliore. Il ritorno della pioggia impedì poi ad altri piloti di battere il tempo dell'australiano.
La pioggia fu protagonista anche nella terza sessione di prove. Pochi furono i giri compiuti dai piloti; Fernando Alonso non scese neanche in pista. Il miglior tempo venne fatto segnare ancora da Mark Webber su RBR, che precedette Lewis Hamilton e il sorprendente Jaime Alguersuari.

### Risultati
Nella prima sessione del venerdì si è avuta questa situazione:
| Pos | Nº | Pilota             | Costruttore      | Tempo    | Gap    | Giri |
| --- | -- | ------------------ | ---------------- | -------- | ------ | ---- |
| 1   | 7  | Michael Schumacher | Mercedes GP      | 1'54"355 |        | 13   |
| 2   | 8  | Nico Rosberg       | Mercedes GP      | 1'54"829 | +0"474 | 15   |
| 3   | 4  | Jenson Button      | McLaren-Mercedes | 2'02"740 | +8"385 | 8    |

Nella seconda sessione del venerdì si è avuta questa situazione:
| Pos | Nº | Pilota          | Costruttore      | Tempo    | Gap    | Giri |
| --- | -- | --------------- | ---------------- | -------- | ------ | ---- |
| 1   | 2  | Mark Webber     | RBR-Renault      | 1'50"321 |        | 22   |
| 2   | 5  | Fernando Alonso | Ferrari          | 1'50"461 | +0"140 | 19   |
| 3   | 4  | Jenson Button   | McLaren-Mercedes | 1'50"770 | +0"449 | 9    |

Nella sessione del sabato mattina si è avuta questa situazione:
| Pos | Nº | Pilota            | Costruttore      | Tempo    | Gap    | Giri |
| --- | -- | ----------------- | ---------------- | -------- | ------ | ---- |
| 1   | 2  | Mark Webber       | RBR-Renault      | 2'08"988 |        | 7    |
| 2   | 3  | Lewis Hamilton    | McLaren-Mercedes | 2'09"046 | +0"058 | 8    |
| 3   | 19 | Jaime Alguersuari | STR-Ferrari      | 2'09"931 | +0"943 | 16   |

## Qualifiche

### Resoconto
All'inizio della Q1, Michael Schumacher perse la ruota posteriore destra della sua Mercedes all'altezza della curva Le Combes e non riuscì a mantenere il controllo della monoposto, che terminò la sua corsa nella ghiaia. Contrastanti furono, però, le versioni sul motivo dell'incidente con Ross Brawn che affermava della mancanza di un componente nel fissaggio dello pneumatico ed altre fonti che sostenevano una rottura.. Viste poi le condizioni del circuito, inizialmente i piloti montarono gomme intermedie anche se la pista andava via via asciugandosi. Lewis Hamilton prese la testa a dieci minuti dal termine, ma negli ultimi minuti la situazione si modificò velocemente. La pioggia tornò nuovamente a due minuti dalla fine della sessione. Il miglior tempo venne fatto registrare da Jenson Button, davanti a Mark Webber e Lewis Hamilton. Vennero esclusi, oltre a Michael Schumacher, le due Virgin, le due HRT, Jarno Trulli e Paul di Resta. Passò in Q2 l'altra Lotus, quella di Heikki Kovalainen.
La Q2 fu caratterizzata dall'interruzione per un incidente di Adrian Sutil al Radillon. Al momento della sospensione, a meno di sette minuti dalla fine della sessione, era in testa Webber, davanti a Vettel e Button. Quando ripresero le qualifiche, però, ricominciò a piovere in alcune zone della pista. Fu Vettel ad approfittare della situazione passando in testa, ma Hamilton, all'ultimo tentativo, colse il miglior tempo, pur dopo un contatto all'ultima curva con Maldonado. L'episodio venne poi analizzato dai commissari di gara che punirono il venezuelano retrocedendolo di cinque posizioni. In questa sessione furono eliminati Sébastien Buemi, Kamui Kobayashi, Rubens Barrichello, Adrian Sutil, Pastor Maldonado, Heikki Kovalainen e, a sorpresa, Jenson Button. L'inglese scontò un'incomprensione coi box al momento di cambiare il treno di gomme.
In Q3 Alonso montò subito le gomme slick, così come Massa, che però fu autore di un'escursione di pista. Webber batté il tempo di Alonso, poi Massa si pose al secondo posto. Nell'ultimo tentativo Hamilton passò in testa ma venne poi bruciato da Vettel per quattro decimi. Per il tedesco si trattava della pole numero 24, la nona della stagione. In seconda fila Webber e Massa. Alonso concluse solo ottavo, ma lamentò di essere stato rallentato da Pérez nel giro veloce.

### Risultati
Nella sessione di qualifica si è avuta questa situazione:
| Pos                          | Nº | Pilota             | Costruttore          | Q1          | Q2       | Q3       | Griglia |
| ---------------------------- | -- | ------------------ | -------------------- | ----------- | -------- | -------- | ------- |
| 1                            | 1  | Sebastian Vettel   | RBR-Renault          | 2'03"029    | 2'03"317 | 1'48"298 | 1       |
| 2                            | 3  | Lewis Hamilton     | McLaren-Mercedes     | 2'03"008    | 2'02"823 | 1'48"730 | 2       |
| 3                            | 2  | Mark Webber        | RBR-Renault          | 2'02"827    | 2'03"302 | 1'49"376 | 3       |
| 4                            | 6  | Felipe Massa       | Ferrari              | 2'05"834    | 2'04"507 | 1'50"256 | 4       |
| 5                            | 8  | Nico Rosberg       | Mercedes GP          | 2'05"091    | 2'03"723 | 1'50"552 | 5       |
| 6                            | 19 | Jaime Alguersuari  | STR-Ferrari          | 2'05"419    | 2'04"561 | 1'50"773 | 6       |
| 7                            | 9  | Bruno Senna        | Renault              | 2'05"047    | 2'04"452 | 1'51"121 | 7       |
| 8                            | 5  | Fernando Alonso    | Ferrari              | 2'04"450    | 2'02"768 | 1'51"251 | 8       |
| 9                            | 17 | Sergio Pérez       | Sauber-Ferrari       | 2'06"284    | 2'04"625 | 1'51"374 | 9       |
| 10                           | 10 | Vitalij Petrov     | Renault              | 2'05"292    | 2'03"466 | 1'52"303 | 10      |
| 11                           | 18 | Sébastien Buemi    | STR-Ferrari          | 2'04"744    | 2'04"692 | N.D.     | 11      |
| 12                           | 16 | Kamui Kobayashi    | Sauber-Ferrari       | 2'07"194    | 2'04"757 | N.D.     | 12      |
| 13                           | 4  | Jenson Button      | McLaren-Mercedes     | 2'01"813    | 2'05"150 | N.D.     | 13      |
| 14                           | 11 | Rubens Barrichello | Williams-Cosworth    | 2'05"720    | 2'07"349 | N.D.     | 14      |
| 15                           | 14 | Adrian Sutil       | Force India-Mercedes | 2'06"000    | 2'07"777 | N.D.     | 15      |
| 16                           | 12 | Pastor Maldonado   | Williams-Cosworth    | 2'05"621    | 2'08"106 | N.D.     | 21      |
| 17                           | 20 | Heikki Kovalainen  | Lotus-Renault        | 2'06"780    | 2'08"354 | N.D.     | 16      |
| 18                           | 15 | Paul di Resta      | Force India-Mercedes | 2'07"758    | N.D.     | N.D.     | 17      |
| 19                           | 21 | Jarno Trulli       | Lotus-Renault        | 2'08"773    | N.D.     | N.D.     | 18      |
| 20                           | 24 | Timo Glock         | Virgin-Cosworth      | 2'09"566    | N.D.     | N.D.     | 19      |
| Tempo limite 107% : 2'10"339 |    |                    |                      |             |          |          |         |
| 21                           | 25 | Jérôme d'Ambrosio  | Virgin-Cosworth      | 2'11"601    | N.D.     | N.D.     | 20      |
| 22                           | 23 | Vitantonio Liuzzi  | HRT-Cosworth         | 2'11"616    | N.D.     | N.D.     | 22      |
| 23                           | 22 | Daniel Ricciardo   | HRT-Cosworth         | 2'13"077    | N.D.     | N.D.     | 23      |
| 24                           | 7  | Michael Schumacher | Mercedes GP          | senza tempo | N.D.     | N.D.     | 24      |

Con i tempi in grassetto sono visualizzate le migliori prestazioni in Q1, Q2 e Q3.

## Gara

### Resoconto
Alla partenza Sebastian Vettel prende la testa della gara; dietro parte male il suo compagno di scuderia Mark Webber, che viene subito infilato da diversi piloti. Scatta invece bene Nico Rosberg che si pone subito alle spalle di Vettel e riesce a passarlo sul rettilineo del Kemmel e a portarsi in testa alla gara. Dietro c'è Felipe Massa, seguito da Lewis Hamilton e Fernando Alonso. Lo spagnolo alla prima curva era stato urtato da Jaime Alguersuari, a sua volta colpito dalla Renault di Bruno Senna. Alguersuari è costretto al ritiro, mentre Senna se la caverà con un drive-through.
Sempre sul Kemmel, al giro seguente, Vettel si riprende la testa della gara. Nelle retrovie, Jenson Button è costretto a cambiare il musetto e Webber effettua subito il suo primo cambio gomme. Alonso passa Hamilton, e si pone alle spalle di Massa. Lo spagnolo passa anche il suo compagno di scuderia nel giro seguente: ne approfitta poco dopo anche Hamilton.
Al quinto giro anche Sebastian Vettel va al cambio gomme. Torna in testa così Rosberg, ma due giri dopo il tedesco della Mercedes GP viene passato da Alonso. Il ferrarista tiene la testa per un giro, prima di effettuare il cambio gomme. All'uscita viene però passato da Mark Webber all'Eau Rouge. Alonso si rifà al giro seguente, quando prima passa Adrian Sutil e poi nuovamente l'australiano. Comanda ora Vettel, su Alonso, Rosberg, Kamui Kobayashi, Webber, Vitalij Petrov, Adrian Sutil e Hamilton.
Al tredicesimo giro Hamilton, dopo aver passato Sutil e Petrov, va all'attacco di Kobayashi. I due però si toccano a Les Combes. La vettura dell'inglese sbanda e esce di pista. La direzione di corsa decide di mandare in pista la safety car. Vettel ne approfitta subito per effettuare il cambio gomme, così come Button, in rimonta a metà gruppo.
Alla ripartenza in testa c'è Fernando Alonso, dietro di lui Vettel passa Webber e s'installa al secondo posto, mentre Rosberg ha la meglio su Massa e sale al quarto. Alonso poi, non può resistere a Vettel, che si riprende la testa della gara al giro 18. Nelle retrovie c'è il recupero di Jenson Button che, prima si rende protagonista di un gran sorpasso all’esterno della source ai danni di Petrov e Pérez in lotta tra loro, poi passa Michael Schumacher, e si pone in settima posizione. Nei pochi giri seguenti Button passa Sutil, Massa e Rosberg, fino a conquistare la quarta piazza dietro a Webber, protagonista di uno stint lunghissimo con la mescola media.
Al giro 29 c'è il cambio gomme per Alonso, che monta gomme medie. Il giro seguente è il turno di Sebastian Vettel, che monta anche lui lo stesso tipo di coperture. Anche Webber, il giro seguente, opta per le medie. Ora si ritrova in testa proprio Button che però viene passato da Vettel sul Kemmel al giro 32. Alla fine del giro l'inglese della McLaren va al cambio gomme e monta un treno di gomme morbide.
Massa affonda con un doppio pit stop causa foratura, mentre Schumacher passa Sutil e sale al sesto posto dietro a Rosberg.
Al 37º giro Mark Webber passa Alonso, per niente a suo agio con questa mescola. Cinque giri più tardi è Jenson Button a passare il ferrarista. La gara viene vinta da Sebastian Vettel, al diciassettesimo sigillo in carriera nel mondiale di F1. Dietro di lui Webber, Button, Alonso, Michael Schumacher, che negli ultimi giri ha passato il suo compagno di scuderia Nico Rosberg. A punti, per la prima volta in carriera, Pastor Maldonado, decimo. L'unica occasione nella quale un pilota venezuelano era giunto a punti era stato il Gran Premio degli Stati Uniti-Ovest 1983, nel quale Johnny Cecotto aveva tagliato il traguardo in sesta posizione.

### Risultati
I risultati del gran premio sono i seguenti:
| Pos | Nº | Pilota             | Costruttore          | Giri | Tempo/Ritiro            | Griglia | Punti |
| --- | -- | ------------------ | -------------------- | ---- | ----------------------- | ------- | ----- |
| 1   | 1  | Sebastian Vettel   | RBR-Renault          | 44   | 1h26'44"893             | 1       | 25    |
| 2   | 2  | Mark Webber        | RBR-Renault          | 44   | +3"741                  | 3       | 18    |
| 3   | 4  | Jenson Button      | McLaren-Mercedes     | 44   | +9"669                  | 13      | 15    |
| 4   | 5  | Fernando Alonso    | Ferrari              | 44   | +13"022                 | 8       | 12    |
| 5   | 7  | Michael Schumacher | Mercedes GP          | 44   | +47"464                 | 24      | 10    |
| 6   | 8  | Nico Rosberg       | Mercedes GP          | 44   | +48"674                 | 5       | 8     |
| 7   | 14 | Adrian Sutil       | Force India-Mercedes | 44   | +59"713                 | 15      | 6     |
| 8   | 6  | Felipe Massa       | Ferrari              | 44   | +1'06"076               | 4       | 4     |
| 9   | 10 | Vitalij Petrov     | Renault              | 44   | +1'11"917               | 10      | 2     |
| 10  | 12 | Pastor Maldonado   | Williams-Cosworth    | 44   | +1'17"615               | 21      | 1     |
| 11  | 15 | Paul di Resta      | Force India-Mercedes | 44   | +1'23"994               | 17      |       |
| 12  | 16 | Kamui Kobayashi    | Sauber-Ferrari       | 44   | +1'31"976               | 12      |       |
| 13  | 9  | Bruno Senna        | Renault              | 44   | +1'32"985               | 7       |       |
| 14  | 21 | Jarno Trulli       | Lotus-Renault        | 43   | +1 giro                 | 18      |       |
| 15  | 20 | Heikki Kovalainen  | Lotus-Renault        | 43   | +1 giro                 | 16      |       |
| 16  | 11 | Rubens Barrichello | Williams-Cosworth    | 43   | +1 giro                 | 14      |       |
| 17  | 25 | Jérôme d'Ambrosio  | Virgin-Cosworth      | 43   | +1 giro                 | 20      |       |
| 18  | 24 | Timo Glock         | Virgin-Cosworth      | 43   | +1 giro                 | 19      |       |
| 19  | 23 | Vitantonio Liuzzi  | HRT-Cosworth         | 43   | +1 giro                 | 22      |       |
| Rit | 17 | Sergio Pérez       | Sauber-Ferrari       | 27   | Incidente con Buemi     | 9       |       |
| Rit | 22 | Daniel Ricciardo   | HRT-Cosworth         | 13   | Meccanica               | 23      |       |
| Rit | 3  | Lewis Hamilton     | McLaren-Mercedes     | 12   | Incidente con Kobayashi | 2       |       |
| Rit | 18 | Sébastien Buemi    | STR-Ferrari          | 6    | Incidente con Perez     | 11      |       |
| Rit | 19 | Jaime Alguersuari  | STR-Ferrari          | 0    | Incidente con Senna     | 6       |       |

## Classifiche Mondiali

### Piloti
| Pos | Pilota             | Punti |
| --- | ------------------ | ----- |
| 1   | Sebastian Vettel   | 259   |
| 2   | Mark Webber        | 167   |
| 3   | Fernando Alonso    | 157   |
| 4   | Jenson Button      | 149   |
| 5   | Lewis Hamilton     | 146   |
| 6   | Felipe Massa       | 74    |
| 7   | Nico Rosberg       | 56    |
| 8   | Michael Schumacher | 42    |
| 9   | Vitalij Petrov     | 34    |
| 10  | Nick Heidfeld      | 34    |
| 11  | Kamui Kobayashi    | 27    |
| 12  | Adrian Sutil       | 24    |
| 13  | Sébastien Buemi    | 12    |
| 14  | Jaime Alguersuari  | 10    |
| 15  | Sergio Pérez       | 8     |
| 16  | Paul di Resta      | 8     |
| 17  | Rubens Barrichello | 4     |
| 18  | Pastor Maldonado   | 1     |

### Costruttori
| Pos | Team                 | Punti |
| --- | -------------------- | ----- |
| 1   | RBR-Renault          | 426   |
| 2   | McLaren-Mercedes     | 295   |
| 3   | Ferrari              | 231   |
| 4   | Mercedes GP          | 98    |
| 5   | Renault              | 68    |
| 6   | Sauber-Ferrari       | 35    |
| 7   | Force India-Mercedes | 32    |
| 8   | STR-Ferrari          | 22    |
| 9   | Williams-Cosworth    | 5     |